# Энгельсское высшее зенитное ракетное командное училище противовоздушной обороны
Энгельское высшее зенитное ракетное командное училище противовоздушной обороны — высшее военно-учебное заведение, основанное 27 июня 1951 года, осуществлявшее подготовку офицерских кадров для Войск ПВО СССР и Войск ПВО Российской Федерации.

## История

Памятник Войска ПВО страны (Энгельс)

27 июня 1951 года приказом военно-морского министра И. С. Юмашева в городе Энгельс на базе Саратовского военно-морского подготовительного училища было создано Энгельское училище ПВО ВМС. Первым начальником училища был назначен генерал-майор И. К. Трегубенко. С 1951 года институт располагался в здании бывшего Немецкого педагогического института по улице Нестерова, дом 1, города Энгельса, в котором располагал двумя учебными корпусами и отдельным зданием для управления училища.
1 октября 1951 года начался первый учебный год и 22 декабря этого года, Указом Президиума Верховного Совета СССР училищу было вручено Красное знамя. 25 июля 1952 года в торжественной обстановке Красное знамя от имени Президиума Верховного Совета СССР было вручено адмиралом Н. И. Виноградовым. Структура училища состояла из зенитно-артиллерийского дивизиона, в составе трёх батарей и дивизиона обеспечения, в составе пяти зенитно-артиллерийских батарей и двух батальонов: прожекторного и радиотехнического (в 1956 году эти два батальона были сокращены). Подготовка офицерских кадров осуществлялась по одной, двух и трёхгодичной программе, по всем специальностям противовоздушной обороны. На одно и двух годичный курс обучения принимались действующие матросы и старшины ВМФ СССР, на трёх годичный курс обучения принимались гражданские лица. 27 сентября 1953 года состоялся первый выпуск, а в 1956 году состоялся последний выпуск офицеров для ПВО ВМФ по специальностям: зенитная артиллерия, прожекторные войска и воздушное наблюдение (ВНОС).
В 1957 году Энгельсское училище ПВО ВМФ было передано в Войска ПВО СССР и было переименовано в Энгельсское зенитно-артиллерийское училище ПВО, под руководством генерал-майора Н. А. Мешкова. С 1957 по 1965 год в связи с изменением подготовки кадров для Войск ПВО, Энгельсское зенитно-артиллерийское училище ПВО было переименовано в  Энгельское военно-техническое училище ПВО и стало готовить офицеров-ракетчиков (для эксплуатации ЗРК С-75, с 1966 года — ЗРК С-200). В 1959 году состоялся первый выпуск офицеров-ракетчиков. С 1965 по 1968 год —  Энгельское радиотехническое училище ПВО. С 1968 по 1971 год — Энгельсское зенитно-ракетное училище ПВО. В 1966 году училище с инспекторской проверкой посетил генерал Н. В. Огарков, поставив высокую оценку училищу.
В 1971 году приказом министра обороны СССР маршала А. А. Гречко Энгельсское зенитно-ракетное училище ПВО  было преобразовано в Энгельсское высшее зенитно-ракетное училище ПВО, получив статус высшего военно-учебного заведения, под руководством генерал-майора  М. А. Гущо. В структуре училища вместо циклов были созданы десять кафедр, в том числе: марксизма-ленинизма, общей тактики, тактики и стрельбы ЗУР, ТЭРЦ, импульсной техники и радиоизмерения, радиопередающие и радиоприёмные устройства, зенитные управляемые ракеты, стартовое оборудование и технологический комплекс проверки, сборки, заправки, снаряжения зенитных ракет, иностранных языков и электронных приборов и радиоизмерений. В 1974 году состоялся последний выпуск офицеров со средним образованием и в 1975 году состоялся первый выпуск офицеров с высшим военным образованием. 2 июня 1979 года «за высокие показатели в боевой и политической подготовке» комсомольская организация училища была награждена переходящим Красным знаменем ЦК ВЛКСМ.
В 1993 году согласно приказу министра обороны России о переходе высших военных училищ на пятилетний срок обучения, и 1 сентября этого года Энгельское высшее зенитное ракетное командное училище ПВО перешло на пятилетний сроком обучения курсантов, с изменением структуры училища: вместо четырёх дивизионов курсантов были созданы два факультета. 6 июня 1994 года Постановлением Правительства Российской Федерации Энгельсское высшее зенитное ракетное командное училище ПВО было расформировано. За время существования училища было подготовлено около пятнадцати тысяч высококвалифицированных офицерских кадров для Войск ПВО СССР и Войск ПВО Российской Федерации.

## Руководители
Энгельсское училище ПВО ВМС
- 1951—1954 — генерал-майор И. К. Трегубенко
- 1954—1957 — генерал-майор Д. Д. Мирошниченков

Энгельсское зенитно-артиллерийское училище ПВО — Энгельское военно-техническое училище ПВО — Энгельское радиотехническое училище ПВО — Энгельсское зенитно-ракетное училище ПВО
- 1957—1960 — генерал-майор Н. А. Мешков
- 1960—1970 — генерал-майор Д. Г. Смилевец

Энгельсское зенитно-ракетное училище ПВО — Энгельсское высшее зенитное ракетное командное училище ПВО
- 1970—1976 — генерал-майор М. А. Гущо
- 1976—1986 — генерал-майор В. Т. Солдатов
- 1986—1993 — генерал-майор Ю. А. Трофимов
- 1993—1994 — генерал-майор В. А. Топольцев

## Известные выпускники и преподаватели
- Н. М. Бойко — генерал-полковник
- Е. Л. Юрьев — генерал-лейтенант
- Н. П. Тимофеев — генерал-лейтенант
- О. Б. Сапаров — генерал-лейтенант
- С. А. Овсянников — генерал-майор таможенной службы